# 윤수현 (가수)
윤수현(본명: 윤지연, 1988년 12월 24일 ~ )은 대한민국의 가수이자 방송인이다.
2022년 10월 "남자들은 날 가만 안나둬" 활동 이후 한 어린 아이가 윤수현의 발바닥을 간지럼태웠다. 윤수현은 너무 간지러운 나머지 옆에있던 사람의 커피를 쏟았고 다음번 활동때는 매니저랑 같이 출연하기로 MBC 토요 예능 "전지적 참견시점"에 출연해 토론한바 있다.

## 음반
| 발매             | 제목                                                               | 비고 |
| ---------------- | ------------------------------------------------------------------ | ---- |
| 2013년 8월 1일   | 디스코 윤수현                                                      | 정규 |
| 2014년 3월 5일   | 1집 윤수현 정규 1집                                                | 정규 |
| 2014년 6월 9일   | 박현빈, 윤수현 'Bring It On' 한판붙자                              | 싱글 |
| 2015년 4월 14일  | 광복 70주년 기념음반                                               | 정규 |
| 2016년 5월 26일  | 윤수현 중국 Original Album(YOONSOOHYUN 尹秀贤 中国 Original Album) | 정규 |
| 2016년 7월 26일  | 윤수현 스페셜 앨범 '꽃길'                                          | 정규 |
| 2016년 8월 9일   | 사치기 사치기(with 남진)                                           | 싱글 |
| 2022년 10월 25일 | 남자들은 날 가만 안놔둬                                            | 싱글 |

## 수상
- 2007년 : MBC 대학생 트로트 가요제 대상 수상
- 2016년 : MBC 가요베스트 대제전 신인상
- 2017년 : 제15회 대한민국 전통가요대상 인기상
- 2022년 : SBS 연예대상 라디오DJ상

## 방송
- 2019년 : MBC 《미스터리 음악쇼 복면가왕》 - 레 아를 낳아도! 내아공주 (참가자)
- 2020년 : SBS 파워FM 《배성재의 텐》- 콩까지 마피아 (게스트)
- 2020년 : 채널A 《이제 만나러 갑니다》 인민 트로트 대전! (심사위원)
- 2022년 2월 7일 ~ 2024년 7월 21일: SBS 러브FM 《윤수현의 천태만상》 (DJ)
- 2023년 : MBN 《현역가왕》- 최종 9위
- 2023년 : 무엇이든 물어보세요 2023년 8월 24일 임시 패널[2]
- 2024년 : KBS 2TV 《개는 훌륭하다》 (게스트)
- 2024년 : SBS 《골 때리는 그녀들》 Fc불나비 전 선수

- 2025년 : KBS 2TV 《박원숙의 같이 삽시다3》  (게스트)

## CF
- 2019년 : 싸다구플라워